# Charles d'Harcourt
Ne doit pas être confondu avec Charles d'Harcourt (1835).
Pour les autres membres de la famille, voir Maison d'Harcourt.
Charles d'Harcourt, né le 18 avril 1870 à Paris et mort le 24 juillet 1956 à Paris, est un officier et homme politique français.

## Biographie
Charles d'Harcourt est le second fils de François d'Harcourt, 9e duc d'Harcourt, et de la comtesse Marie de Mercy-Argenteau. 
il entre à Saint-Cyr en 1891 et poursuit une carrière militaire jusqu'en 1902. En 1914, il reprend du service comme capitaine de chasseurs. Devenu chef de bataillon, il commande le 2e régiment alpin dans l'Aisne, en Alsace et au Chemin des Dames. Blessé, il devient en 1918, adjoint à l'attaché militaire à Berne.
En 1908, il est élu conseiller général du canton de Thury-Harcourt dans le Calvados. En 1919, Il est élu député du Calvados jusqu'en 1924. À l'Assemblée, il siège dans le groupe de l'Entente républicaine démocratique.
En 1925, il est élu sénateur du Calvados. Il siège au sénat parmi l'Union républicaine et appartient à la commission de l'enseignement, puis à celle de l'Armée et à celle de l'Agriculture. Il intervient dans les débats principalement sur les questions militaires et agricoles. 
Le 10 juillet 1940, il vote, avec une très large majorité du Parlement, les pleins pouvoirs au maréchal Pétain, alors vice-président, puis président du conseil. 
Pendant la guerre, il héberge Georges Bidault, président du Conseil National de la Résistance, dont il devient l'ami. 

### Demeures
En 1903, il achète le château du Champ de Bataille, propriété de sa famille jusqu'au début du XIXe siècle. Il le conserve jusqu'en 1936. Il habite ensuite le château d'Esson, près de Thury-Harcourt.

## Distinctions
- Officier de la Légion d'honneur (14 mars 1921)[2]
- Croix de guerre 1914–1918
- Ordre de l'Empire britannique à titre militaire (officier)

## Mariage et descendance
Charles d'Harcourt épouse en 1896 la princesse Henriette de Beauvau (1876-1931), sa cousine éloignée comme descendante du 5e duc d'Harcourt. Elle est la fille de Marc de Beauvau-Craon, 5e prince de Beauvau, et de Marie Adèle de Gontaut-Biron, sa seconde épouse. De ce mariage, sont issues deux filles :
- Françoise d'Harcourt (1901-1908) ;
- Marie-Louise d'Harcourt (1911-1985), mariée en 1932 avec Bernard Clérel, comte de Tocqueville (1896-1974).

## Pour approfondir

### Sources
- « Charles d'Harcourt », dans le Dictionnaire des parlementaires français (1889-1940), sous la direction de Jean Jolly, PUF, 1960 [détail de l’édition]
- Georges Martin, Histoire et généalogie de la Maison d'Harcourt, tome 2, 2013, p. 113 & 116.

### Pages connexes
- Maison d'Harcourt
- Liste des seigneurs d'Harcourt
- Château d'Harcourt (Thury-Harcourt)
- Château du Champ de Bataille